# إيماني حكيم
إيماني حكيم (بالإنجليزية: Imani Hakim)‏ هي ممثلة أمريكية، ولدت في 12 أغسطس 1993 بكليفلاند في الولايات المتحدة.

## أعمال

### أفلام
- (2007) رين أوفر مي
- (2017) الرمال الحارقة

### مسلسلات
- ويزردز أوف ويفرلي بليس[4]

## وصلات خارجية
- إيماني حكيم على موقع IMDb (الإنجليزية)
- إيماني حكيم على موقع ألو سيني (الفرنسية)
- إيماني حكيم على موقع أول موفي (الإنجليزية)
- إيماني حكيم على موقع قاعدة بيانات الفيلم (الإنجليزية)
- إيماني حكيم على موقع كينوبويسك (الروسية)